# Dejan Damjanović
Dejan Damjanović (* 27. Juli 1981 in Mostar, SFR Jugoslawien, heute Bosnien-Herzegowina) ist ein ehemaliger montenegrinischer Fußballspieler.

## Karriere

### Vereine
Seine erste Profistation war FK Sinđelić Beograd. Er kam 1996 aus der Jugend von FK Dinamo Pančevo. 1998 gab er sein Profidebüt. Bis 2006 spielte er für diverse Vereine aus Belgrad und wurde für ein halbes Jahr nach Saudi-Arabien zu Al-Ahli ausgeliehen. 2007 wechselte er in südkoreanische K-League zu Incheon United. Ein Jahr später wechselte er zum FC Seoul. Von 2008 bis 2013 absolvierte er für den FC Seoul 181 Spiele und erzielte dabei 116 Tore. Damit ist er der beste ausländische Stürmer in der K League Classic. Im Jahr 2014 wechselte in die Chinese Super League zu Jiangsu Sainty. Noch in derselben Saison wechselte er dann weiter zu Beijing Guoan. Er absolvierte für diesen Verein 45 Spiele und erzielte dabei 26 Tore. 2016 kehrte er zum FC Seoul wieder zurück. Am 4. Januar 2018 gaben dessen Erzrivalen, die Suwon Samsung Bluewings, den Wechsel des 36-Jährigen bekannt. Anfang 2020 ging er dann ablösefrei zum Daegu FC, wo er am 9. Mai 2020 debütierte. Nach 23 Ligaspielen wechselte er im Januar 2021 nach Hongkong. Hier unterschrieb er einen Vertrag beim Erstligisten Kitchee SC. Am Ende der Saison feierte er mit dem Verein die Meisterschaft. Mit 17 Toren wurde er Torschützenkönig. Ein Jahr später wurde er wieder Meister. Mit 17 Toren wurde er erneut Torschützenkönig. Diesen Titel musste er sich mit Ruslan Mingazowk und Everton Camargo teilen. In der Spielzeit 2022/23 gewann er erneut die nationale Meisterschaft und beendete dann seine aktive Karriere.

### Nationalmannschaft
Am 16. Oktober 2008 bestritt er sein erstes Länderspiel für die montenegrinische Fußballnationalmannschaft gegen Italien. Während der Qualifikation zur WM 2010 erzielte er seine ersten beiden Tore für die Nationalmannschaft gegen Zypern. Bis 2015 absolvierte Damjanović insgesamt 30 Länderspiele und erzielte dabei acht Treffer.

## Erfolge
Kitchee SC
- Hong Kong Premier League: 2020/21, 2022/23

## Auszeichnungen
Hong Kong Premier League
- Torschützenkönig: 2020/21, 2022/23
- Fußballer des Jahres: 2020/21

K League 1
- Torschützenkönig: 2011, 2012, 2013